# Andramasina (distrito)
Andramasina é um distrito de Madagascar, pertencente à região de Analamanga. É composto por 14 comunas e, segundo o censo de 2011, tinha uma população de 139 217 habitantes. A sua capital é Andramasina.

## Comunas
- Abohimiadana
- Alarobia Vatosola
- Alatsinainy Bakaro
- Andohariana
- Andramasina
- Anjoma Faliarivo
- Anosibe Trimoloharana
- Antotohazo, Andramasina
- Fitsinjovana Bakaro
- Mandrosoa
- Morarano Soafiraisana
- Sabotsy Ambohitromby
- Sabotsy Manjakavcahoaka
- Tankafatra